# José Lladó Fernández-Urrutia
José Lladó Fernández-Urrutia (29 de março de 1934 - 14 de fevereiro de 2024) foi um político e empresário espanhol.

## Juventude e carreira
Filho do presidente do Banco Urquijo - Juan Lladó Sánchez - e neto do deputado republicano José Lladó Vallés, doutorou-se em Ciências Químicas pela Universidade de Madrid. Ele foi membro honorário da American Chemical Society. Também foi presidente executivo do CSIC. Além disso, foi nomeado em 1976 Ministro do Comércio e depois, no ano de 1977, foi Ministro dos Transportes e Comunicações. Mais tarde, em 1979, foi Embaixador da Espanha nos Estados Unidos. Foi o primeiro Presidente do Mecenato Real do Museu Nacional Centro de Arte Reina Sofía.
Lladó foi Presidente da Fundação INCIPE, Presidente do Júri do Prémio das Artes dos Prémios Príncipe das Astúrias de 1991 e Presidente da Fundação Xavier Zubiri.
Lladó foi membro do Conselho Curador de importantes empresas espanholas, foi também Presidente-Fundador e principal acionista de Técnicas Reunidas.

## Vida pessoal e morte
Lladó teve cinco filhos sua esposa Pilar Arburua. São eles: Pilar, Juan (casado com Susana Álvarez Salas), María, José Manuel (casado com Marta Tiagonce) e Marta (casado com Carlos Romero, filho do Conde de Fontao).
José Lladó faleceu em 14 de fevereiro de 2024, aos 89 anos de idade.